# Stanisław Mateusz Rzewuski
Stanisław Mateusz Rzewuski herbu Krzywda (ur. 1662, zm. 4 listopada 1728 we Lwowie) – wojewoda bełski w 1728 roku, hetman wielki koronny w 1726 roku, wojewoda podlaski w 1710 roku, hetman polny koronny w 1706 roku, starosta chełmski w latach 1687–1728, starosta lubomelski w 1710 roku, przedstawiciel dyplomatyczny Rzeczypospolitej w Imperium Osmańskim w 1699 roku, starosta drohowyski w 1710 roku.

## Życiorys
Jego rodzicami byli podskarbi nadworny koronny Michał Florian Rzewuski i Anna Dzierżkówna, brat Adama. Pułkownik królewski od 1690, następnie generał wojsk cudzoziemskiego autoramentu. Brał udział w wyprawach mołdawskich z lat 1686 i 1691. W roku 1693 udał się z poselstwem na Krym. 
Był posłem ziemi chełmskiej na sejm 1688/1689 roku i sejm 1692/1693 roku oraz na sejm konwokacyjny 1696 roku. Poseł na sejm 1690 roku z województwa podolskiego. Po zerwanym sejmie konwokacyjnym 1696 roku przystąpił 28 września 1696 roku do konfederacji generalnej. 
Był elektorem Augusta II Mocnego z województwa podolskiego w 1697 roku. Następnie brał udział w kampanii przeciw Tatarom w roku 1698.
W 1699 roku posłował do Turcji, by dokonać ratyfikacji traktatu karłowickiego, Turcy jednak zakwestionowali jego kompetencje w tej materii, ponieważ na dokumencie ratyfikującym brakło podpisu polskiego kanclerza. Poseł na sejm 1701 roku i sejm z limity 1701-1702 roku z ziemi chełmskiej. Został krajczym wielkim koronnym w 1702 roku. Poseł na sejm 1703 roku z ziemi chełmskiej. Mianowany przez Augusta II w 1703 referendarzem wielkim koronnym. 
Jako regimentarz wojsk koronnych tłumił w roku 1703 powstanie Kozaków Semena Paleja. Był konsyliarzem ziemi chełmskiej w konfederacji sandomierskiej 1704 roku. W 1705 roku brał udział w bitwie warszawskiej. Wkrótce potem Rzewuski otrzymał buławę polną w 1706 i już jako hetman polny koronny dowodził prawym skrzydłem wojsk polskich podczas bitwy kaliskiej w 1706. Po wkroczeniu Karola XII na terytorium Rzeczpospolitej we wrześniu 1707 roku zajął postawę wyczekującą i nie podejmował działań. Był uczestnikiem Walnej Rady Warszawskiej 1710 roku. W 1715 roku wziął udział w Warszawie w radzie senatu, gdzie sprzeciwiał się antyrosyjskim planom króla Augusta II i domagał się wycofania wojska saskiego, zlikwidowania kontrybucji i zwołania sejmu. Po ograniczeniu przywilejów hetmańskich na sejmie 1717 roku prowadził opozycję przeciw dworowi.
Po śmierci Adama Mikołaja Sieniawskiego, w roku 1726 został na sejmie grodzieńskim mianowany hetmanem wielkim koronnym i wojewodą podlaskim.
Odznaczony Orderem Orła Białego.

## Żony
Był żonaty dwukrotnie. W lutym 1690 poślubił Dorotę, córkę starosty lwowskiego Jana Cetnera, a przed rokiem 1706 Ludwikę Eleonorę Kunicką (zm. 1749), podczaszankę czernichowską. 

## Dzieci
Z drugiego małżeństwa miał następujące dzieci:
- Seweryna Józefa Rzewuskiego (zm. 1754 lub 1755), wojewodę wołyńskiego

- Wacława Rzewuskiego (późniejszego hetmana wielkiego koronnego)

- Mariannę (zm. 1722), żonę Stanisława Potockiego, wojewody bełskiego
- Ludwikę (benedyktynkę we Lwowie)
- Zuzannę[13]